# Murder at Midnight (film, 1931)
Pour plus de détails, voir Fiche technique et Distribution.
Murder at Midnight est un film américain réalisé par Frank R. Strayer, sorti en 1931.

## Synopsis
Jim Kennedy tue accidentellement Duncan Channing, son secrétaire, au cours d'une partie de charades parce que quelqu'un a remplacé les balles à blanc de son arme par de vraies balles. Puis Kennedy est tué d'une manière qui fait passer sa mort pour un suicide. Juste avant sa mort, Kennedy avait laissé une lettre relatant une précédente tentative d'assassinat et ses soupçons quant à l'identité du meurtrier. Lawrence, le majordome, révèle qu'il a entendu Kennedy se disputer avec Channing avant son meurtre. Colton, l'avocat de Kennedy, s'est également disputé avec lui parce que Colton n'approuvait pas son nouveau testament, qui déshéritait Esme, la femme de Kennedy. Walter Grayson, le frère d'Esme, dit à la police qu'il était dans la salle de cartes toute la soirée, mais Millie Scripps, la femme de chambre de Kennedy, rapporte que lorsqu'elle a frappé à la porte, Grayson n'a pas répondu. Après avoir informé l'inspecteur Taylor qu'elle a quelque chose à lui dire, Millie est tuée. Taylor veut arrêter Grayson parce que Millie a tenté de le faire chanter pour l'épouser. Quelque temps plus tard, Lawrence téléphone à Taylor pour lui annoncer qu'il a retrouvé le testament et la lettre de Kennedy qui avaient disparu, mais avant qu'il ne puisse révéler où il a caché les preuves, il est tué par une aiguille sortie du récepteur du téléphone. Julia, la tante de Kennedy, trouve le testament et la lettre cachés dans l'aspirateur. Elle les apporte au criminologue Phillip Montrose, mais lorsque la lettre révèle que Montrose est l'amant d'Esme et le meurtrier, il se suicide en secouant le téléphone, ce qui envoie une aiguille à son cerveau, et meurt tout comme Lawrence.

## Fiche technique
- Titre original : Murder at Midnight
- Réalisation : Frank R. Strayer
- Scénario : Scott Darling, Frank R. Strayer
- Décors : Ralph M. DeLacy
- Costumes : Elizabeth Coleman
- Photographie : William Rees
- Montage : John Rawlins
- Musique : Val Burton
- Production : Phil Goldstone
- Société de production : Tiffany Productions
- Société de distribution : Tiffany Productions
- Pays d'origine :  États-Unis
- Langue originale : anglais
- Format : Noir et blanc  — 35 mm — 1,20:1 — son mono
- Genre : Film policier
- Durée : 69 minutes
- Dates de sortie : États-Unis : 1er septembre 1931
- Licence : Domaine public

## Distribution
- Aileen Pringle : Esme Kennedy
- Alice White : Millie Scripps
- Hale Hamilton : Phillip Montrose
- Robert Elliott : Inspecteur Taylor
- Clara Blandick Tante Julia
- Brandon Hurst : Lawrence
- Leslie Fenton : Walter Grayson
- William Humphrey : Colton
- Tyrell Davis : l'Anglais
- Aileen Carlyle : la bonne